# Gary David
Gary David (Dinalupihan, 13 luglio 1978) è un ex cestista filippino.

## Carriera
Con le Filippine ha disputato i Campionati asiatici del 2013 e i Campionati mondiali del 2014.